# Disconeura soror
Disconeura soror är en fjärilsart som beskrevs av Rothschild 1917. Disconeura soror ingår i släktet Disconeura och familjen björnspinnare. Inga underarter finns listade i Catalogue of Life.